# Subversiva (canção)
"Subversiva" (estilizada como "sub.ver.si.va") é uma canção da cantora brasileira Manu Gavassi, gravada para seu quarto álbum de estúdio, Gracinha (2021). A canção foi escrita por Gavassi junto com seu produtor Lucas Silveira. Foi lançada em 24 de setembro de 2021, através da Universal Music, como segundo single oficial do álbum.

## Desenvolvimento
Em 21 de agosto de 2021, Gavassi anunciou seu retorno à carreira musical através de seu Instagram, após 1 ano sem nenhum lançamento, desde "Deve Ser Horrível Dormir Sem Mim", com Gloria Groove. A primeira publicação continha apenas três datas, sendo a primeira delas, dia 27 de agosto de 2021, da qual foi lançada o primeir single de estréia da nova era, Eu Nunca Fui Tão Sozinha Assim. Numa outra publicação, a artista soltou pequenos trechos dos meses em que passou ausente das redes sociais - janeiro à agosto - contando a produção, momentos importantes e fragilidade ao longo desse tempo, dando a entender que um possível documentário ou vídeos explicativos estaria sendo associado ao novo álbum. Por enquanto não há confirmações.. A segunda data, 24 de setembro de 2021, Gavassi lança seu segundo single "Subversiva", com direito à clipe e apresentação na mesma hora do lançamento no MTV MIAW 2021.

## Desempenho comercial
A canção estreou em 133° no TOP 200 das músicas mais tocadas do Spotify. No iTunes Brasil, alcançou o primeiro lugar da parada em todos os gêneros musicais e na categoria Pop. O videoclipe lançado 12 horas após o lançamento alcançou a marca de 400 mil visualizações em 24 horas no YouTube, tendo pico de 10º nos vídeos em altas da plataforma.

## Apresentações ao vivo
Gavassi cantou a música pela primeira vez em 23 de setembro de 2021 no prêmio MTV Millennial Awards 2021.

## Históricos de lançamento
| Região | Data                   | Formato                    | Gravadora | Ref   |
| ------ | ---------------------- | -------------------------- | --------- | ----- |
| Mundo  | 24 de setembro de 2021 | Download digital streaming | Universal | [ 6 ] |